# Rosheim
Rosheim es una localidad y comuna francesa situada en el departamento del Alsacia, en Gran Este.
Es la localidad natal de Jean-Marie Lehn, laureado con el Premio Nobel de Química en 1987.

## Historia
Fue una de las ciudades libres imperiales, que conformaron la Decápolis Alsaciana. En julio de 1622 fue incendiada y saqueada por las tropas protestantes de Ernesto de Mansfeld, durante la guerra de los Ochenta Años. Recuperada por las tropas imperiales, fue tomada por los suecos el 6 de septiembre de 1632 y los franceses en mayo de 1635. Después de años de incertidumbre sobre su posesión, los tratados de Nimega de 1678 consagraron su anexión a Francia.
- Datos: Q22990
- Multimedia: Rosheim / Q22990